# جبل العرفاء
جبل العرفاء يقع الجبل على بعد 35 كيلومتر شمال شرقي الطائف غرب المملكة العربية السعودية.

## الآثار
يعد جبل العرفاء من أكبر مواقع النقوش الصخرية، حيث يوجد به كثير من الرسوم الصخرية التي تضم الماعز والغزلان والأبقار ورسوم حيوانية أخرى تعود إلى مرحلة ما قبل الألف الثاني قبل الميلاد، ويوجد بالموقع نقوش ثمودية وكتابات كوفية. وقد كتب على موقع الجبل لوحة تعريفية من قبل الهيئة العامة للسياحة والتراث الوطني نصها: «ويعتبر هذا الموقع من المواقع المميزة لفترة ماقبل الإسلام، ويضم مجموعة كبيرة من الأدوات الحجرية، إلى جانب عدد كبير من الرسوم الصخرية والكتابات الأثرية، تشمل الرسوم الحيوانية والآدمية التي توضح أبرز مظاهر الحياة اليومية في ذلك الوقت المبكر، الذي كان الإنسان فيه لا يزال يمارس الصيد، ويمكن الاستدلال من خلال هذه المناظر على نوعية الحيوانات التي كانت تعيش في في هذه المنطقة وأساليب الإنسان وأدواته المستخدمة في لصيد هذه الحيوانات. كما يضم الموقع عددًا من الكتابات بالخط العربي في فترة ما قبل الإسلام، وكذلك بقايا قلعة تاريخية مبنية من الحجر، يعود تاريخها على الأرجح إلى أواخر القرن الثالث عشر الهجري».

## وصلات خارجية
- صور متنوعة لجبل العرفاء
- صورة لأحد نقوش جبل العرفاء